# Thomas Rozière
Pour les articles homonymes, voir Rozière.
Pas d'image ? Cliquez ici

a Compétitions nationales et continentales officielles uniquement.

Dernière mise à jour le 18 mai 2025.
Thomas Rozière, né le 13 avril 2000, est un joueur français de rugby à XV évoluant aux postes d'ailier ou d'arrière au sein de l'effectif du Valence Romans DR en Pro D2.

## Biographie

### Jeunesse et formation
Thomas Rozière vient d'une famille où le rugby à XV tient une place importante, son grand-père est supporter de l'ASM Clermont Auvergne et son père y a joué jusqu'en cadets. Il rejoint l'ASM dès ses sept ans, en 2007, joue dans toutes les catégories de jeunes et intègre le centre de formation,, jusqu'à signer son premier contrat professionnel lors de l'été 2022. C'est à l'arrière qu'il est tout d'abord formé mais il bascule à l'aile chez les espoirs.
Rozière est sélectionné pour jouer avec la zone Centre dans le cadre de la Coupe des Provinces Inter Pôles espoirs moins de 17 ans, en 2016. Cette compétition permet ensuite de repérer les meilleurs jeunes de cette tranche d'âge, pour ensuite les sélectionner avec l'équipe de France des moins de 17 ans. 
En parallèle du rugby, Thomas Rozière suit un cursus de biologie à l'université Clermont Auvergne et est également passionné de photographie.

### Début de carrière professionnelle à l'ASM Clermont (2020-2024)
Lors de l'été 2020, il est intégré à la préparation de l'effectif professionnel de l'ASM Clermont, disputant notamment un match de pré-saison contre l'Union Bordeaux Bègles. Fin novembre suivant, il est retenu pour la première fois sur une feuille de match de l'équipe professionnelle en étant titularisé au poste d'ailier gauche face au Castres olympique. Durant ce match, il contribue à la victoire de son équipe à l'extérieur, comptant pour la 10e journée du Top 14 2020-2021, l'ASM Clermont s'impose sur le score de 40-14. Il s'agit de son seul match de la saison.
Lors de la saison 2021-2022, il intègre la rotation de l'effectif. En août, il est retenu par son club pour participer à la première étape du Supersevens 2021, puis en novembre, il est de nouveau appelé pour l'étape finale. Une semaine après avoir marqué son premier essai avec l'ASM contre le Stade rochelais, il inscrit un doublé pendant un match contre l'USA Perpignan,. Au total, il joue onze matchs de Top 14 et inscrit trois essais cette saison-là.
Il commence donc la saison 2022-2023 en tant que joueur sous contrat professionnel, il joue son premier match de la saison contre le Rugby club toulonnais lors d'une défaite 30-29. Lors de son second match de la saison, il inscrit un essai contre l'Aviron bayonnais à la suite d'un coup de pied rasant d'Anthony Belleau, malgré cet essai, l'ASM s'incline contre le promu 25-20 au Stade Marcel-Michelin,. Au mois de janvier 2023, alors qu'il n'a joué que deux rencontres depuis le début de saison, il est prêté jusqu'en fin de saison au RC Massy, à sa demande, pour gagner du temps de jeu. Dès son premier match disputé sous ses nouvelles couleurs, il s'illustre en réalisant une bonne performance, tant sur le plan défensif qu'offensif, et contribue à la victoire des siens face à l'US Carcassonne lors d'une rencontre importante en vue du maintien. Il inscrit son premier essai avec Massy lors de son cinquième match, contre l'USON Nevers comptant pour la vingt-cinquième journée de Pro D2. Lors des trois journées suivantes, il inscrit quatre essais, dont un doublé décisif permettant la victoire 24-19 de son équipe sur le terrain de l'AS Béziers Hérault,. En tout, il dispute dix rencontres et inscrit cinq essais, mais Massy termine à la dernière position du championnat et est donc relégué en Nationale pour la saison prochaine.
Après un prêt réussi sur le plan personnel,, il est de retour à Clermont et participe à la préparation de son équipe. Non utilisé lors des trois premières rencontres de Top 14 de la saison 2023-2024, il est cependant retenu avec l'équipe de rugby à sept de l'ASM pour participer à la première ainsi qu'à la deuxième étape du Supersevens 2023,. Il dispute ensuite son premier match de la saison lorsqu'il est titularisé à l'occasion de la sixième journée pour affronter le Montpellier HR dans son stade, il participe alors à la première victoire à l'extérieur de son équipe depuis 392 jours. Pour la huitième journée, il est de nouveau titularisé, cette fois-ci au poste d'ailier, contre le Stade toulousain à l'extérieur. Par la suite, son entraîneur Christophe Urios lui maintient sa confiance dans ce rôle pour les trois rencontres suivantes, face au Racing 92 à domicile, puis face à Édimbourg Rugby et Gloucester Rugby en Challenge Cup, où il fait ses débuts dans les compétitions de l'EPCR,,. Lors du reste de la saison, il n'est que peu utilisé, malgré des performances prometteuses, et dispute au total dix rencontres, étant titularisé neuf fois pour un essai marqué. À l'issue de la saison, il n'est pas conservé par son club formateur,.

### Départ en Pro D2 au Valence Romans DR (depuis 2024)
De ce fait, il s'engage avec le Valence Romans DR, en Pro D2, pour la saison 2024-2025,. Titularisé dès la première journée de Pro D2, il s'illustre en inscrivant un essai mais son équipe s'incline 23 à 21, obtenant donc le point de bonus défensif, sur le terrain du Biarritz olympique. Pour sa première saison, il s'impose comme un joueur important de l'effectif drômois grâce à sa polyvalence lui permettant d'évoluer à l'aile comme à l'arrière. Lors de la vingt-sixième journée, il se blesse au genou contre le FC Grenoble, entraînant son forfait pour le reste de la saison. Il termine sa saison avec un total de dix-neuf matchs, dont dix-huit comme titulaire, et marque cinq essais.

## Statistiques en club
| Saison                  | Club                    | Championnat | Championnat | Championnat | Compétitions de l'EPCR | Compétitions de l'EPCR | Compétitions de l'EPCR |
| Saison                  | Club                    | Compétition | Matchs      | Essais      | Compétition            | Matchs                 | Essais                 |
| ----------------------- | ----------------------- | ----------- | ----------- | ----------- | ---------------------- | ---------------------- | ---------------------- |
| 2020-2021               | ASM Clermont            | Top 14      | 1           | 0           | Coupe d'Europe         | 0                      | 0                      |
| 2021-2022               | ASM Clermont            | Top 14      | 11          | 3           | Coupe d'Europe         | 0                      | 0                      |
| 2022-2023               | ASM Clermont            | Top 14      | 2           | 1           | Champions Cup          | 0                      | 0                      |
| 2022-2023               | → RC Massy              | Pro D2      | 10          | 5           | Pas de qualification   | Pas de qualification   | Pas de qualification   |
| 2023-2024               | ASM Clermont            | Top 14      | 8           | 1           | Challenge Cup          | 2                      | 0                      |
| 2024-2025               | Valence Romans DR       | Pro D2      | 19          | 5           | Pas de qualification   | Pas de qualification   | Pas de qualification   |
| Total ASM Clermont      | Total ASM Clermont      | Top 14      | 22          | 5           | Compétitions EPCR      | 2                      | 0                      |
| Total RC Massy          | Total RC Massy          | Pro D2      | 10          | 5           | Pas de qualification   | Pas de qualification   | Pas de qualification   |
| Total Valence Romans DR | Total Valence Romans DR | Pro D2      | 19          | 5           | Pas de qualification   | Pas de qualification   | Pas de qualification   |

## Palmarès
Néant